# 奥利弗·克伦威尔
奥利弗·克伦威尔（英語：Oliver Cromwell；1599年4月25日—1658年9月3日），英國圓顱黨政治家，在英國內戰中击败了保王党，1649年處斬了查理一世後，克伦威尔廢除英格蘭的君主制，並征服蘇格蘭與爱尔兰，在1653年至1658年期間出任英格兰共和国护国公，成为事实上的“无冕之王”。
克倫威爾是英国历史中最具争议性的人物之一。一些历史学家，如大卫·休谟、克里斯托弗·希爾指责他是“大逆不道”的人物。他在蘇格蘭與爱尔兰屠殺舊教信徒的行为，被人批评是与种族灭绝无异的行为。另一方面，一些学者视他为英雄，如托馬斯·卡萊爾、塞繆爾·羅森·加德納。在2002年由英國廣播公司（BBC）发起的《最伟大的100名英国人》票選中，克伦威尔名列第十。

## 生平
1599年4月25日克倫威爾生於亨廷登，父母分別是羅伯特·克倫威爾（Robert Cromwell）和伊麗莎白·斯圖亞特（Elizabeth Steward）。他是托馬斯·克倫威爾的姐姐凱瑟琳·克倫威爾（Katherine Cromwell）的後裔，宗教改革期間克倫威爾家族攫取了大量的財富。凱瑟琳與威爾士軍人理查德·威廉姆斯（Richard Williams）結婚，從這一代向下是理查德和亨利·威廉姆斯，然後就是奧利弗的父親羅伯特（約1560–1617），其父和其母伊麗莎白（約1564–1654）很可能是在1591年結婚。他們十個孩子，奧立佛·克倫威爾是老五，也是唯一一個未夭折的男孩。
克伦威尔出身中层士绅，祖父亨利是亨廷登郡內最富有的兩個地主之一，其父自己身分雖然還不差，卻只繼承了亨廷登的一座房子和少量土地。其地產年收益為300英鎊，逼近當時貴族收入的底線。1654年9月4日克倫威爾說“我生為紳士，如今卻身分低微”。
1599年4月29日在聖約翰教堂受洗，後在亨廷登語法學校讀書。之後進入剑桥大学悉尼·萨塞克斯学院學習。1617年其父去世後，克倫威爾沒有畢業，就中輟離校而去，克倫威爾也有可能回過家，因為當時他母親新寡，而七個姐妹尚未結婚，需要克倫威爾的幫助，有一些早期傳記作家宣稱克倫威爾之後進入了林肯律師學院，雖然他的祖父、父親及兒子都曾在此學院讀書，但該學院的檔案中並無克倫威爾的入學記錄。他可能確實是去過倫敦的一所律師學院讀書，但未必是林肯律師學院。
在继承叔父遗产之前，他的生活都和普通农民一样。当时宗教改革运动正盛，克伦威尔也受此影响，成为了清教徒。他是一个虔诚的独立清教徒，深信上帝指引他走向胜利。雖然他从未表明自己的宗教立场，但他强烈赞成容忍各种新教教派。
他曾在1628年的国会担任亨廷登议员，在1640年的短期国会和长期国会担任剑桥郡议员，才开始声名鹊起。在英国内战中，他支持圆颅党，并成为了党内重要军事领袖。外号「老铁骑军」的他，很快地由一支骑兵部队的指挥官，晋升为总司令。1649年，他与其他圆颅党领袖一起，做出处死查理一世的决定，他大權在握，罷黜了反對派的議員，使國會變成残缺议会。在1649年至1650年间，他征服爱尔兰，在1650年至1651年间，他又率领军队入侵苏格兰，1653年4月20日，他用武力解散残缺议会，建立了成员完全由他选择的新议会——小议会。他推行了积极有效的内外政策，在相當程度上塑造了英国的未来。
1653年12月16日起，克倫威爾自命為护国公，1658年逝世，葬于西敏寺，並把护国公的寶座傳位給他的兒子理查德·克倫威爾。但是理查德·克倫威爾並無其父的政治與軍事實力，立刻被迫流亡，斯图亚特王朝复辟。

## 身后
1658年克伦威尔去世，由其子理查·克倫威爾繼位為護國公。理查無力鎮壓反叛的貴族與軍官，英国政坛混乱，國會聲明由君主制復辟，理查流亡法國，查理二世因此得以返回英国。
斯圖亞特王朝复辟，查理二世即位，下令把克伦威尔的遗体从西敏寺的墓地掘出以英式車裂之刑戮屍：首先命人拖着它穿过伦敦城，然后送到了日常处决普通犯人的泰伯恩法场，在那里被吊上绞刑架，与其他两具尸体一同示众一整天。执刑者把吊尸体的绳子砍断后，就把克伦威尔的头颅給砍下來，并把那颗头颅挑在长矛上游街示众，而尸身则被扔进了坑里草草掩埋。护国公自此和前国王一样身首分离，再难团聚。克伦威尔的头颅被挑在长矛上四处游街。最后，克伦威尔的脑袋被一根长钉子钉在了西敏宫（原址现为英国国会大厦）西敏厅的屋顶上，在上面一待就是25年。后来一场风暴把它刮了下来，这时它已经完全干燥，胡子仍然长在下颌上。后来克伦威尔的首級不知怎么流落民间，竟成了私人收藏品，并且一度被颇懂生意经的英国人拿去當作古董，辗转贩卖。18世纪后期，罗塞尔家族(Samuel Russell)开办了一个小小的博物馆，克伦威尔的头颅成了这个小小博物馆的中心展品。14年后，一个名叫约西亚·亨利·威尔金森的人花230英镑买下了这颗头颅，并开始抱着它到处炫耀。当时看过这个人头的玛利亚·艾吉沃斯写道：“威尔金森先生是这个人头现在的持有人，他一直以此为荣。那是个极可怕的人头，头上面盖着乾透的黄皮，就跟别的木乃伊一样，上面还有栗色的头发，眉毛和胡须都保存得很好，那颗头颅依然梟首插在一个铁杆上。”艾吉沃斯还描述说，客人们可以排着队轮流到窗边抱一抱那个东西。人们可以在它的脑后部看到笨手笨脚的刽子手留下的“斧砍的痕迹”，“有一只耳朵已经按要求砍掉了，他头颅左眼上面还有克伦威尔的独特标志“一个硕大肉疣的痕迹”。”直到多年后的1960年，克伦威尔的头颅才离开了巡回展览，由克伦威尔的母校剑桥大学悉尼学院收回，葬在牛津的一座小教堂旁，這流浪的灵魂总算有了栖身之地。

## 紀念
第二次世界大戰時期英國陸軍設計了一款巡航戰車，以其名命名為克倫威爾戰車。

### 引用
1. ↑  Sharp, David. . Heinemann. 2003: 60. ISBN 9780435327569. Christopher Hill puts it bluntly when he writes that, in the last resort, Cromwell's power "rested on bayonets" ... ... ... as a symbol of military dictatorship
2. ↑  Hill, Christopher. . Penguin. 1972: 148. ISBN 9780140214383 （英语）. in the last resort he was sitting on bayonets and nothing else
3. ↑  Brendam O'Leary and John McGarry, Regulating nations and ethnic communities, p. 248, Breton Albert, 1995. Nationalism and Rationality, Cambridge University Press.
4. ↑  ó Siochrú, Micheál. . Faber and Faber. 2008. ISBN 9780571241217 （英语）.
5. ↑  . BBC. 2002-10-20  [2015年6月16日]. （原始内容存档于2008年12月22日） （英语）.
6. ↑  David Plant. . British-civil-wars.co.uk.   [2015年6月16日]. （原始内容存档于2019年11月14日） （英语）.
7. ↑  Noble 1784，第11–13頁
8. ↑  Thomas Carlyle, ed. . 1887: 17 vol. 1  [2015-02-27]. （原始内容存档于2020-07-15） （英语）.
9. ↑  Gaunt, p.31.
10. ↑  原文：I was by birth a gentleman, living neither in considerable height, nor yet in obscurity；(Roots 1989，第42頁).
11. ↑  British Civil Wars, Commonwealth and Proctectorate 1638–1660
12. ↑  . . University of Cambridge.
13. ↑  John Morrill, (1990). "The Making of Oliver Cromwell", in Morrill, ed., Oliver Cromwell and the English Revolution (Longman), ISBN 978-0-582-01675-0, p.24.
14. ↑  Antonia Fraser, Cromwell: Our Chief of Men (1973), ISBN 978-0-297-76556-1, p. 24.
15. ↑  Oliver Cromwell, 2003, p. 68.
16. ↑  .   [2021-12-20]. （原始内容存档于2021-12-20）.

### 书目
- Adamson, John, , Morrill, John  (编), , Longman, 1990, ISBN 0-582-01675-4
- Adamson, John, , Historical Journal, 1987, 30 (3): 567–602, S2CID 154769885, doi:10.1017/S0018246X00020896
- Ashley, Maurice & Morrill, John. .  (online). 1999  [7 February 2020]. （原始内容存档于2015-05-11）.
- BBC staff, , , BBC Radio 4, 3 October 2014  [4 November 2007], （原始内容存档于2008-06-28）
- Carlyle, Thomas (编),  1904, 1845 –  (PDF).   [2022-09-10]. （原始内容存档 (PDF)于2006-11-02）. (40.2 MB);
- Churchill, Winston, , Dodd, Mead & Company: 314, 1956
- Coward, Barry, , Pearson Education, 1991, ISBN 978-0582553859
- Coward, Barry, , Longman, 2003, ISBN 0-582-77251-6
- Durston, Christopher.  (PDF).  CXIII. 1998: 18–37. ISSN 0013-8266. doi:10.1093/ehr/CXIII.450.18. |journal=被忽略 (帮助); |issue=被忽略 (帮助)
- Gardiner, Samuel Rawson, , Longmans, Green, and Company, 1886
- Gardiner, Samuel Rawson, , 1901, ISBN 1-4179-4961-9
- Gaunt, Peter, , Blackwell, 1996, ISBN 0-631-18356-6
- Hirst, Derek, , Morrill, John  (编), , Longman, 1990, ISBN 0-582-01675-4
- Jendrysik, Mark, , Lexington Books, 2002, ISBN 978-0739121818
- Kenyon, John; Ohlmeyer, Jane (编), , Oxford University Press, 2000, ISBN 0-19-280278-X
- Kishlansky, Mark, , Historical Journal, 1990, 33 (4): 917–937, S2CID 248823719, doi:10.1017/S0018246X00013819
- Lenihan, Padraig, , Cork University Press, 2000, ISBN 1-85918-244-5
- Lenihan, Padraig, , Routledge, 2007, ISBN 978-0582772175
- Macaulay, James, , London: Hodder, 1891
- McMains, H.F., , University Press of Kentucky: 75, 2015, ISBN 978-0-8131-5910-2
- Masson, David,  5 7 volumes: 354, 1877
- Morrill, John, , Morrill, John  (编), , Longman, 1990, ISBN 0-582-01675-4
- Morrill, John, , Morrill, John  (编), , Longman, 1990, ISBN 0-582-01675-4
- Morrill, John; Baker, Phillip, , Smith, David Lee  (编), , John Wiley & Sons, 2008, ISBN 978-1405143141
- Noble, Mark,  2, Printed by Pearson and Rollason, 1784
- Ó Siochrú, Micheál, , Faber and Faber, 2008, ISBN 978-0-571-24121-7
- Roots, Ivan, , Everyman Classics, 1989, ISBN 0-460-01254-1
- Rutt, John Towill (编), , Diary of Thomas Burton esq, April 1657 – February 1658 2 (Institute of Historical Research), 1828, 2: 516–530  [8 November 2011], （原始内容存档于2011-09-24）
- Sharp, David, , Heinemann: 60, 2003, ISBN 978-0-435-32756-9
- Woolrych, Austin, , Clarendon Press, 1982, ISBN 0-19-822659-4
- Woolrych, Austin, , Morrill, John  (编), , Longman, 1990, ISBN 0-582-01675-4
- Woolrych, Austin, , Clarendon Press, 1987, ISBN 0-19-822752-3
- Worden, Blair, , Beales, D.; Best, G.  (编), , 1985, ISBN 0-521-02189-8
- Worden, Blair, , Cambridge University Press, 1977, ISBN 0-521-29213-1
- Worden, Blair, , Proceedings of the British Academy, 2000, 105: 131–170, ISSN 0068-1202
- Young, Peter; Holmes, Richard, , Wordsworth, 2000, ISBN 1-84022-222-0